# Халифа ибн Харуб ибн Тувайни
Сеид сэр Халифа ибн Харуб ибн Тувайни (араб.  خليفة بن حارب البوسعيد‎, р. 26 августа 1879 — 9 октября 1960) — 9-й султан Занзибара.

## Биография
Был внуком Тувайни ибн Саида — 3-го сына оманского султана Саида ибн Султана. В 1900 году он женился на принцессе Сеиде Матуке ибн Хамуд — дочери султана Занзибара Хамуда ибн Мухаммада. В 1902 году султан скончался, и новым султаном стал его старший сын Али. В 1911 году Али по причине плохого здоровья отрёкся от престола в пользу Халифы.
Ему пришлось противостоять двум другим претендентам — сыну Али принцу Сауду ибн Али, и свергнутом, но бежавшему на германскую территорию бывшему султану Халиду ибн Баргашу. Поэтому он был вынужден полностью полагаться на британскую поддержку, что привело к вступлению Занзибара в Первую мировую войну на стороне Антанты, после чего германский крейсер «Кёнигсберг» 20 сентября 1914 года утопил в гавани Занзибара британский крейсер.
В 1927 году учредил в стране Совещательное собрание, однако это не сильно ограничило власть британского представителя.
Во Второй мировой войне Занзибар вновь выступил на стороне Великобритании.